# Let Thai Airways International 311
Thai Airways International Flight 311 (TG311/THA311) byl let z Bangkoku z Don Mueangova mezinárodního letiště do Káthmándú. V pátek 31. července 1992 mělo letadlo Airbus A310-304 pod registrací HS-TID nehodu. Nehoda se stala 37 kilometrů severně od letiště, kdy letadlo narazilo do hory a zemřelo všech 99 pasažérů a 14 členů posádky.

## Letadlo a posádka
První let letadla se datuje do roku 1987, kdy letadlo koupila kanadská letecká společnost Wardair. V lednu 1990 bylo letadlo prodáno Thai Airways International. V době nehody bylo letadlo staré ani ne 5 let. První důstojník letadla Phunthat Boonyayej měl nalétáno 14600 letový hodin a 4200 na letadle Airbus A310.

## Nehoda
Let odstartoval v 10.30 místního času, přistávat měl v Káthmándú v 12.55. Jakmile se letadlo dostalo do nepálského letového prostoru, tak piloti kontaktovali řízení letového provozu, které povolilo přiblížení pomocí přístrojů na dráhu 02. Poté letadlo žádalo o povolení letět na letiště v Kalkatě kvůli technickým potížím, což mu nebylo povoleno a ATC opakovalo pouze informaci, že dráha 02 je volná. Kapitán se neustále ATC dotazoval na povětrnostní podmínky na letišti. Komunikace byla obtížná kvůli jazykové barieře a kvůli nezkušenosti dispečera, jenž pracoval přibližně pouhých 9 měsíců. Dispečer poté povolil stoupání na 11 500 ft (3505 m), letadlo udělalo obrat o 360 stupňů a mířilo na sever za letiště. Pár vteřin před nehodou se v letadle aktivoval systém varování proti blízkosti země, ovšem letadlo narazilo do strmé skalní stěny v národním parku Langtang. Při nehodě zemřelo všech 113 lidí na palubě letadla.

## Vyšetřování
Vyšetřování se zúčastnil úřad pro civilní letectví Nepálu, poté výrobce letadla Airbus Industrie a Kanadský úřad pro bezpečnost v letectví. Nepálské úřady došly k závěru, že k nehodě vedl špatný výcvik dispečera a špatná znalost angličtiny. Na druhou stranu úřady vytkly výcvik pilotů Thai Airways a doporučily zlepšení výcviku pilotů pro přistání v Káthmándú. Během vyšetřování zemřel britský vyšetřovatel Gordon Corps (62) kvůli výškové nemoci při cestě na místo nehody. 